# Караоке
Карао́ке (яп. カラオケ караоке) — розвага, що полягає в непрофесійному співі з використанням пристрою, що дозволяє співати під заздалегідь записану музику (фонограму); також сам пристрій.

## Історія

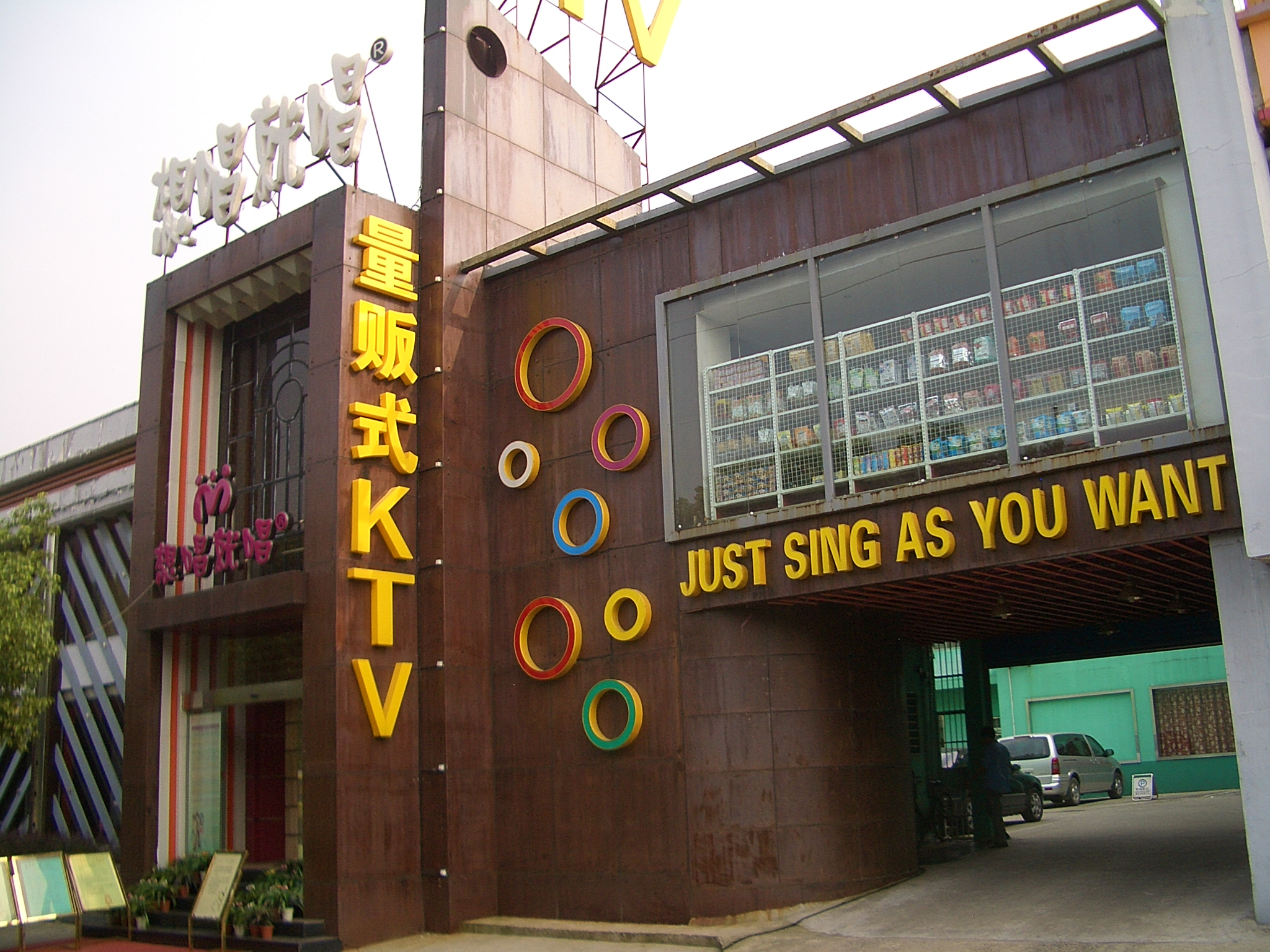
Бар Караоке у місті Ухань, Китай

Караоке було винайдене в Японії в другій половині XX століття. Назва всесвітньо відомої забави складається із слова 空 [кара] — «порожній» і オケ [оке] (від オーケストラ [о: кесутора]) — «оркестр».
Проте, за іншими даними, прообраз караоке з'явився ще в 50‑ті роки XX століття в США. Тоді були дуже популярні виступи хору Мітча Міллера. Професійні вокалісти виконували хіти по телевізору, а глядачі дивилися на екран і підспівували. Але ця система сильно відрізняється від тієї, яка використовується зараз.
Її винайшов в 1971 році японський барабанщик Дайсуке Іноуе. На виступах рок-групи, в якій він грав, нічим було зайняти публіку під час перерв. Тоді він придумав апарат, який міг відтворювати пісенну музику без слів. Музиканти роздавали глядачам тексти і відпочивали, доки публіка із задоволенням співала. У той час ніхто, окрім відвідувачів концерту, новинку не оцінив. Тільки через 15 років караоке стало дуже популярним. Проте єдине, чим відзначили Дайсуке, — вручили в 2004 році «Шнобелівську премію» (Ig Nobel Prizes) за найбезглуздіші, смішніші і даремніші винаходи. Колишнього барабанщика нагородили премією миру як людини, що «відкрила людям новий спосіб вчитися терпимості один до одного».

## Формати і види караоке

### Оптичні диски

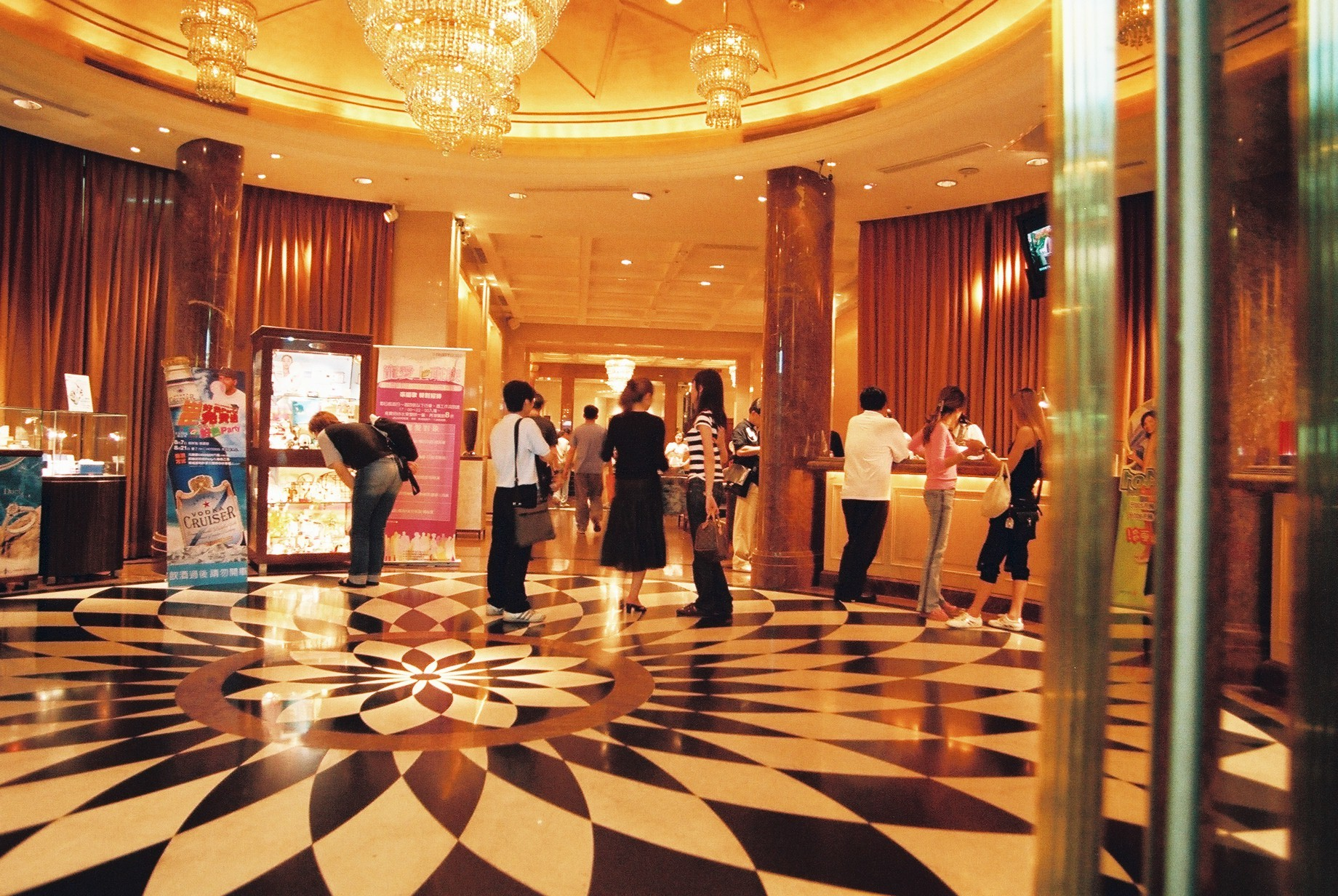
Вхід до залу караоке у Тайпеї

Існують два основні формати оптичних дисків з караоке — CD і DVD. Відмінність цих форматів полягає в тому, що на караоке CD-дисках записані MIDI-файли, тому якість, як правило, поступається караоке DVD-дискам. Якість звуку залежить від звукової карти, встановленої в ПК або музичному інструменті. Професійні карти (і семплери — для запису звуку в банк), зараз стоять тільки на професійних клавішних інструментах фірм Korg, Roland, Kurzweil, Yamaha. На останніх звук записаний у форматі WMA, який дозволив додати фонограму професійних виконавців.
Також для запису композицій на DVD-караоке дисках використовується формат OGG, який дозволяє отримати кращу якість звуку.
Останнім часом можливості систем караоке значно розширилися. Окрім фонового звукового супроводу і відеоряду, з'явилися диски з функціями командних змагань, виставляння оцінки за спів, зміни темпу і тональності мелодії, автоматичного включення-виключення голосу соліста, програмування і сортування композицій.

### Файли

#### MIDI
Формат файлів «MIDI-караоке» — неофіційне розширення MIDI -файлів. До музики додається текст, який може виводитися при програванні за допомогою спеціальної програми (наприклад, KMid або PyKaraoke), але не впливає на програвання звичайними MIDI-плеєрами. Для файлів в цьому форматі використовується розширення імені «.kar».

##### Поліпшення звучання MIDI
Файли MIDI є набором команд для синтезатора, встановленим на комп'ютері, Встановлений за замовчуванням на комп'ютері «Програмний синтезатор» не дає бажаних результатів через мізерний «банк звуків». Для поліпшення звуку треба встановити синтезатор з повнішим «банком звуків» і настроїти караоке-плеєр для роботи з цим синтезатором.

#### UltraStar
Один з популярних сучасних форматів — набори файлів для програми UltraStar і сумісних. Це текстовий файл, що містить назву, автора, версію, стиль, мову, фон, текст (розбитий на шматочки зі своїми висотою і тривалістю) та ін. пісні, а також імена файлів з обкладинкою пісні, фоном, використовуваним в процесі співу, і самою композицією. Останнє поле називається «MP3», але використовується і для файлів інших форматів.

### Аудіосубтитри
Для субтитрування використовують окремий клас субтитрів формату LRC, вживаний зазвичай у караоке або просто для перегляду таймованих текстів пісень, мовою оригіналу (у тому числі на ієрогліфічних мовах) або в перекладі (з метою культурного обміну).

## Особливості тексту в караоке
Записаний у рухомому рядкові поетичний твір здебільшого представлений не так, як подають його зазвичай (наприклад, у друкованих виданнях), — караоке руйнує форму вірша. Віршовий рядок, який ми звикли бачити у друкованих виданнях, на екрані часто має іншу форму, що зумовлено розмірами відеопристроїв, за допомогою яких виводять текст пісні. До того ж, зважаючи на специфіку цієї форми розваги, літери повинні бути великими і займати багато місця на екрані для зручного перегляду тексту. Такі технічні умови використання текстів для караоке спричинили членування віршових рядків на частини, що не відповідає оригінальній формі поетичного твору. Іноді порушується смислове членування, не береться до уваги принцип поділу тексту на синтагми. У текстах, представлених у караоке, крім власне текстової частини пісні, є ще й приспіви, які обов'язково мають бути показані на екрані в процесі співу, тому багато пісень записують разом із формами на зразок на-на-на, та-та-та, ля-ля-ля та ін.
У текстових записах караоке розділові знаки здебільшого відсутні. Нехтування пунктуацією підпорядковане важливому правилу — щоб мовець не зачепився за розділовий знак при виконанні твору і не порушилася ритмомелодика співу. Розділові знаки, які не впливають на ритмомелодику (наприклад, лапки, дужки), залишаються такі самі, як і у творі, опублікованому в друкованих виданнях. Те саме стосується і написання слів із великої літери — усі власні назви, початок речення, як і в друкованому тексті, позначаються великою літерою.

### Караоке українською мовою
Реалізація української графіки в караоке має такі самі особливості, як і в інших електронних засобах. Якщо раніше передавання, наприклад, українських графем у комп'ютерах, мобільних телефонах було не завжди адекватним, то відповідно й тексти караоке мали такі самі вади. Сучасні ж засоби реалізації графічного тексту роблять можливим передавання будь-яких графем.